# Свети Атанасий (Трилофос)
Вижте пояснителната страница за други значения на Свети Георги.
„Свети Атанасий“ (на гръцки: Aγίου Aθανασίου) е възрожденска православна църква в село Трилофос (Замбат), енорийски храм на Касандрийската епархия на Вселенската патриаршия.
Църквата е построена в XIX век в южната част на селото. В 1988 година църквата е обявена за паметник на културата.